# 44
El año 44 (XLIV) fue un año bisiesto comenzado en miércoles del calendario juliano, en vigor en aquella fecha. 
En el Imperio romano, era conocido como el Año del consulado de Crispo y Tauro (o menos frecuentemente, año 797 Ab urbe condita). La denominación 44 para este año ha sido usado desde principios del período medieval, cuando el Anno Domini se convirtió en el método prevalente en Europa para nombrar a los años.

## Acontecimientos
- En la actual Norfolk (este de Inglaterra) la reina Boudica se casa con Prasutagus, rey de la tribu celta británica de los icenos.
- Los romanos capturan la villa de Camulodunum (Colchester), y la convierten en la capital de la nueva provincia romana de Britania.
- El emperador Claudio regresa triunfante de su campaña por el sur de Britania (que logró convertir en provincia del Imperio), aunque la guerra continuará durante los siguientes quince años.
- Mauritania es invadida por los romanos, que la convierten en provincia del Imperio.
- Los romanos vuelven a invadir la isla de Rodas.
- Judea es controlada por gobernadores romanos.
- En Palestina, tras la muerte de Agripa II, el emperador Claudio nombra gobernador (hasta el año 46) a Cuspio Fado. En esta época comienza la revuelta del profeta Teudas ―quien reunió una gran cantidad de discípulos en el río Jordán―. Finalmente los mandará decapitar a todos dos años después.
- En Jerusalén (Palestina), los romanos decapitan a Jacob Bar-Zebdi (San Yago hijo-de-Zebedeo, o Santiago el Mayor), discípulo de Jesús de Nazaret.
- En Jerusalén, Elionaios (hijo de Kanthéros) y José (hijo de Kami), son nombrados sumos sacerdotes.
- Judea llega hasta la provincia romana de Siria.

Mapa del mundo del geógrafo Pomponio Mela.

- En Roma, el cartógrafo hispanorromano (de Algeciras) Pomponio Mela (f. 45) escribe De situ orbis, una geografía de la Tierra.
- En Roma, Tito Estatilio Tauro y Cayo Salustio Crispo Pasieno son nombrados cónsules.
- Herodes Agripa I de Jerusalén ordena la muerte del apóstol Santiago el Mayor.[1]

## Fallecimientos
- Jacob de Zebedeo (o Santiago el Mayor), religioso cristiano israelita, hermano de Juan Evangelista (n. 5 a. C.).
- Herodes Agripa I, rey de Judea (n. 10 a. C.).
- Claudia Julia, hija de Druso el Joven y sobrina del emperador Claudio; asesinada (n. 5 d. C.).